# Râul Valea Tăului, Crasna
Râul Valea Tăului este un mic curs de apă, afluent al râului Crasna. Râul străbate cătunul Valea Tăului, situat în partea de nord a satului Giurtelecu Șimleului